# Víctor Carrasco
Víctor Carrasco Miranda (Santiago de Chile, 3 de diciembre de 1964) es un actor, guionista de televisión y director de teatro chileno, fundador y director artístico de Teatro La Palabra.

## Biografía
Debutó como director de teatro en 1994 con el monólogo del francés Bernard-Marie Koltès De noche justo antes de los bosques, su autor preferido, del que ha puesto en escena varias piezas más. También ha difundido en Chile al noruego contemporáneo Jon Fosse. En 2008 presentó con gran éxito su primer montaje basado en un texto chileno: Norte de Alejandro Moreno, protagonizada por Diego Casanueva, Andrés Céspedes, Juan Pablo Ogalde, Ramón Llao y Cristián Carvajal. Ha dirigido asimismo obras clásicas, como Hedda Gabler de Henrik Ibsen (2006) o Las tres hermanas de Antón Chéjov, protagonizada en 2009 por Mariana Loyola, Francisca Lewin, Manuela Oyarzún, Daniela Lhorente, Gloria Munchmayer, Francisco Pérez-Bannen y Diego Casanueva. Carrasco dirige el proyecto Teatro de la Palabra.
Comenzó su carrera en televisión como dialoguista en la teleserie Estúpido Cupido en 1995. Posteriormente, tuvo a su cargo la adaptación de la teleserie brasileña O Bem Amado de Dias Gomes, que en Chile se conoció como la exitosa Sucupira (1996). A partir de ese momento y hasta 2006 se transformó en el autor de todas las producciones dirigidas por Vicente Sabatini, con las excepciones de Iorana y Romané. Entre sus teleseries más exitosas se encuentran La fiera (1999), Pampa Ilusión (2001), El circo de las Montini (2002), Los Pincheira (2004), Cómplices (2006) y la polémica El Señor de la Querencia (2007), la teleserie nocturna más vista del último tiempo. 
En 2012 renunció a TVN para emigrar a CHV, estación donde escribirá la telenovela central de la próxima temporada. Esto causó malestar en su anterior canal, que incluso dijo que estudiaría la posibilidad de emprender acciones legales contra del guionista por haber supuestamente violado una cláusula del contrato que tenía con TVN, pero Carrasco señaló en diciembre de ese año que había estudiado el tema con su abogado y que no había nada que temer.

## Guiones de televisión
- 1995 - Estúpido Cupido
- 1996 - Sucupira
- 1997 - Oro Verde
- 1998 - Sucupira, La comedia
- 1999 - La Fiera
- 2001 - Pampa Ilusión
- 2002 - El Circo de las Montini
- 2003 - Puertas Adentro
- 2004 - Los Pincheira
- 2005 - Los Capo
- 2006 - Cómplices
- 2007 - El Señor de la Querencia
- 2008 - Hijos del Monte
- 2010 - Martín Rivas
- 2011 - Su nombre es Joaquín
- 2013 - Las 2 Carolinas
- 2014 - Buscando a María
- 2019 - Río Oscuro
- 2024 - El señor de La Querencia: Revive el mal

### Colaboraciones
- Sudamerican Rockers (2014)

### Nuevas versiones escritas por otros
- Los Plateados (2005) (Los Pincheira) - Por Ricardo García y Leticia López
- Rompecorazone$ (2008) (Cómplices)
- Cómplices (2008) (Cómplices) - Por Héctor Rodríguez y Gerardo Pinzón
- Somos cómplices (2009) (Cómplices)
- Los herederos del Monte (2011) (Hijos del Monte) - Por Cristina Policastro
- Belmonte (2013) (Hijos del Monte) - Por Artur Ribeiro
- Al Ikhwa (2014) (Hijos del Monte) - Por Farid Nouh
- La mexicana y el güero (2020) (Cómplices) - Por Kary Fajer y Gerardo Luna
- La herencia (2022) (Hijos del Monte) - Por Pablo Ferrer y Santiago Pineda

## Teatro
- De noche justo antes de los bosques, de Bernard-Marie Koltès, 1994
- Los amantes del Páramo, Sala Nuval, 1995
- Las bellas atroces, basada en la novela La casa de las bellas durmientes de Yasunari Kawabata, Sala Nuval, 1996
- En la soledad de los campos de algodón, de Bernard-Marie Koltès, Museo de Arte Contemporáneo, 1997
- Tabataba, de Bernard-Marie Koltès, Galpón Matucana, 1998
- La herencia, de Bernard-Marie Koltès, Teatro Huemul, 2000
- Alguien va a venir, de Jon Fosse, Teatro de la Esquina, 2001
- El hijo, de Jon Fosse, Teatro San Ginés, 2003
- Ma vie de chandelle, de Fabrice Melquiot: Muestra de Dramaturgia Europea Contemporánea, Goethe Institut, 2003; Festival Tintas Frescas, Espacio Callejón, Buenos Aires;
- Michey, el linterna, de Natasha de Pontcharas, Muestra de Dramaturgia Europea Contemporánea. Goethe Institut, 2005
- Roberto Zucco, de Bernard-Marie Koltès, Teatro Antonio Varas, 2006
- Hedda Gabler, de Henrik Ibsen, Matucana 100, 2007
- Norte, de Alejandro Moreno, Teatro Universidad Mayor, 2008
- Variaciones sobre la muerte, de Jon Fosse, Ex Hospital San José, 2008
- Las tres hermanas de Antón Chéjov, Teatro Mori Bellavista, 2009
- Orlando, dramaturgia de Roberto Baeza basada en la novela homónima de Virginia Woolf, Teatro Mori Bellavista, 2009
- La amante fascista, de Alejandro Moreno, Muestra Nacional de Dramaturgia, Matucana 100, 2010 / Teatro de la Palabra, 2010 / Festival de Teatro Santiago a Mil, 2011 / Teatro Mori Bellavista, 2013
- Bailando para ojos muertos, de Juan Radrigán, Teatro de la Palabra, 2013
- Constelaciones (2014).
- Los arrepentidos (2018)

## Filmografía
- 1996 - Bienvenida Casandra (guionista junto a Rafael Gumucio)